# Brandada de bacalao

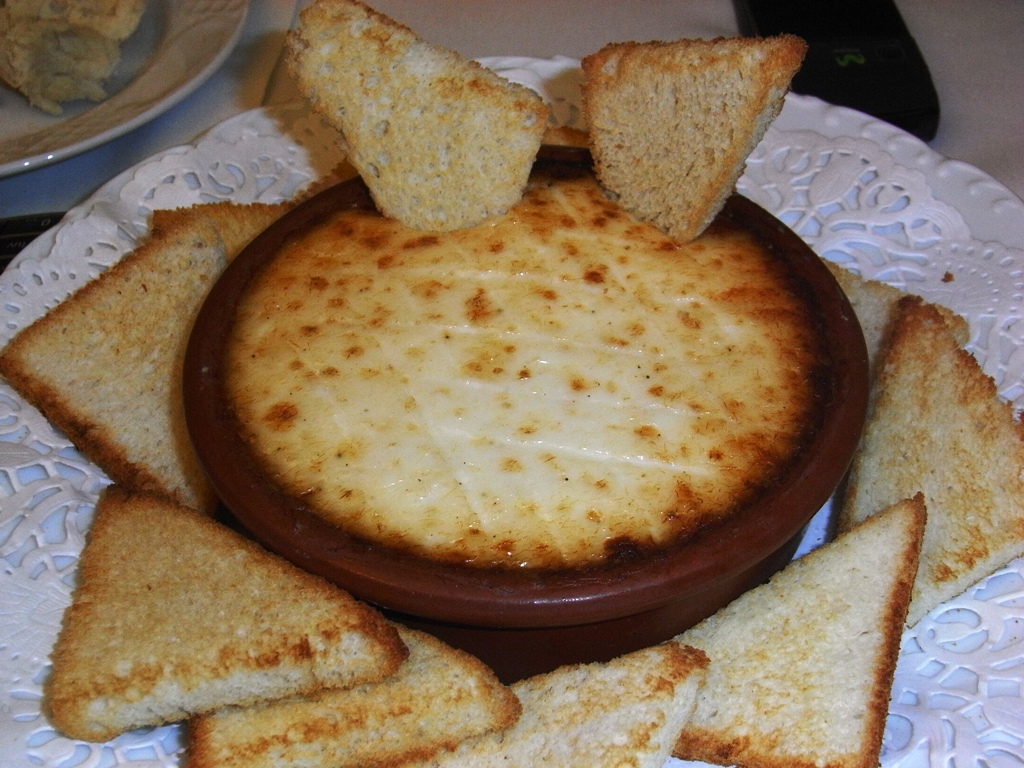
Brandada de bacalao

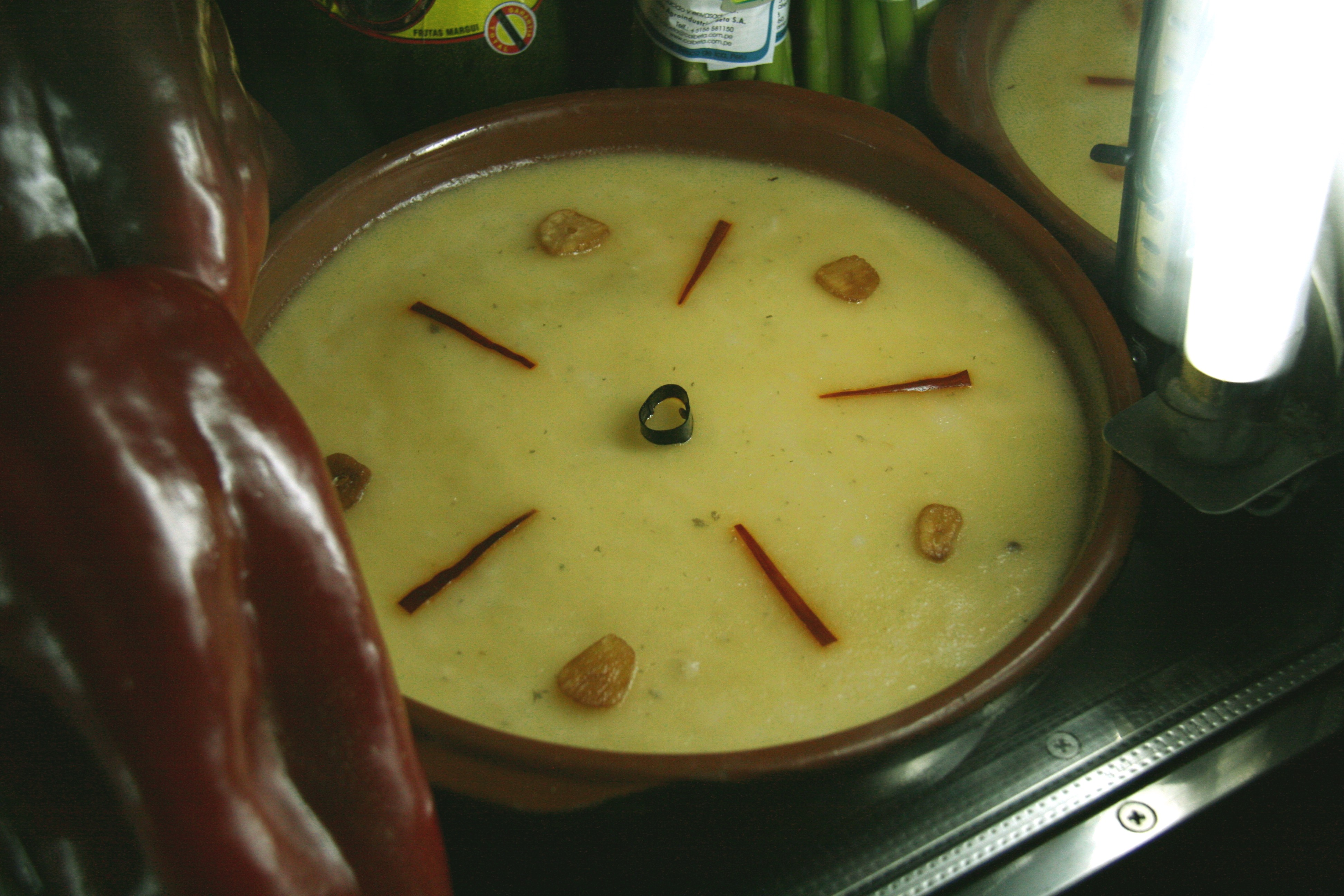
Variante española.

La brandada de bacalao (del occitano brandado) es un plato originado en el sur de Francia y cuyos ingredientes principales son el bacalao y el aceite de oliva. Es típico del arco mediterráneo que abarca desde Cataluña y la Comunidad Valenciana hasta la región de Liguria en Italia pasando por la Provenza francesa. En La Mancha existe un plato tradicional similar, el atascaburras.

## Historia
La receta apareció por primera vez en la gastronomía del sur de Francia en el siglo XVIII, cuando un pescador de Nimes decidió triturar la carne de bacalao salado con ajo, aceite de oliva y un toque de leche. Esta receta se hizo popular y gozó de gran éxito a partir de 1830 gracias al famoso cocinero francés Durand.
En la época de la Revolución Francesa, la receta llegó a París. En París se adaptó al gusto del lugar y, sobre todo, de los cocineros profesionales de moda en la época, que quisieron añadir otros ingredientes como las patatas. Hay que tener presente, sin embargo, que la brandada de bacalao mediterránea tradicional no tiene estos ingredientes "ni es un puré de patata y bacalao".
La notoriedad que en la época tuvo la cocina que se hacía en París, presentada como francesa, hizo que este, como muchos otros platos (o versiones de ellos) se dieran a conocer en otros lugares del mundo. En España, en cambio, se extendió del este, a través del Pirineo, hacia el País Vasco y después, al resto de regiones.
Este plato de origen provenzal -brandada de bacallà, brandada de merluça o brandade, según se escoja el catalán, el occitano o el francés- llegó a Cataluña en el siglo XIX, con el nombre de Bacallà a la provençal, como se puede ver en un recetario monacal. En el manuscrito en catalán Guisados bàrios de 1831 publicado por La Magrana, se denomina Bacallà a la marsellesa y en el libro El confitero moderno de José Maillol, publicado en Barcelona en 1851, aparece con el nombre de “Bacalao a la provenzal llamado brandada”.

## Etimología
Su nombre en castellano viene del occitano brandada, del verbo brandar, que significa "balancearse", "trotar", "mover enérgicamente con un movimiento de vaivén". El nombre original es idéntico en catalán y en occitano (Languedoc, Provenza y Liguria), y en ambas lenguas tiene el mismo significado, de referencia explícitamente sexual.

## Características
Es un plato de invierno tradicionalmente preparado por hombres y no mujeres. Se trata de una emulsión, antiguamente machacada al mortero (ahora se hace también con batidora), en la que se monta, como para hacer una mahonesa, bacalao levemente hervido y aceite de oliva. A veces se añade un poco del agua de cocción del bacalao. En esta cocción, se ha podido añadir laurel y cebolla además del bacalao y de agua. La brandada final se puede condimentar con pimienta, ajo y perejil picados, y siempre necesita una rectificación de sal al final. Se suele comer con pan tostado o con patatas cocidas (hervidas o a la brasa) con su piel y partidas por la mitad. En la región francesa del Rosellón a veces añaden olivas enteras al plato final.

## Variantes
En las islas Baleares existe una variante tradicional que incluye alcachofa machacada con el resto de ingredientes. En La Mancha existe el atascaburras, que incluye patata y nueces. En el País Vasco a veces se añade una patata pequeña chafada, dado que allí gusta con una textura más consistente. En París y el norte de Francia, es común añadir patata y leche o nata. La idea de emulsionar pescado con aceite de oliva ha sido recientemente tomada en otros países para crear recetas con otros pescados, como por ejemplo la trucha o el salmón.